# The Skeptic (britský časopis)
The Skeptic je britský časopis, který je označován jako „nejdéle vycházející a nejvýznamnější skeptický časopis ve Velké Británii, který zkoumá vědu, skepticismus, sekularismus, kritické myšlení a tvrzení o paranormálních jevech.“

## Historie
Časopis založila v roce 1987 Wendy M. Grossmanová, v letech 1988-1998 jej redigovali Toby Howard (Manchesterská univerzita, Velká Británie) a profesor Steve Donnelly (Huddersfieldská univerzita, Velká Británie), poté do roku 2011 profesor Chris French.

## Struktura
Nyní časopis redigují šéfredaktor Michael Marshall a jeho zástupkyně Dr. Alice Howarthová, a jeho vydávání bylo převedeno pod Merseyside Skeptics Society.

### Pravidelní sloupkaři a autoři
- Mark Duwe
- Chris French - bývalý šéfredaktor
- Wendy M. Grossmanová - zakládající redaktorka a bývalá šéfredaktorka[1]
- Mike Heap
- Paul Taylor - editor recenzí
- Mark Williams

Neil Davies běžně poskytuje výtvarné návrhy na obálku, zatímco na středovou stranu přispěl Crispian Jago. Dalšími výtvarnými pracemi běžně přispívají Donald Rooum, Tim Pearce, Andrew Endersby a Barbara Griffithsová.

### Redakční poradní sbor
- Deborah Hydeová - bývalá šéfredaktorka
- James Alcock
- Susan Blackmoreová
- Derren Brown
- David Colquhoun
- Brian Cox
- Richard Dawkins
- Edzard Ernst
- Stephen Fry
- Simon Hoggart
- Bruce Hood
- Ray Hyman
- Robin Ince
- Paul Kurtz
- Stephen Law
- Elizabeth Loftusová
- Richard McNally
- Tim Minchin
- PZ Myers
- Phil Plait
- Massimo Polidoro
- Benjamin Radford
- Ian Rowland
- Karl Sabbagh
- Simon Singh
- Karen Stollznowová
- Richard Wiseman[1]

Členem byl i James Randi.

## Oficiální podcast
V roce 2008 se oficiálním podcastem časopisu The Skeptic Magazine stal nezávislá talk show vysílaná na londýnské stanici Resonance FM s názvem Little Atoms, jehož nové díly vycházejí téměř každý týden.

Pořad od září 2005 připravují Neil Denny, Padraig Reidy, Anthony Burn a Richard Sanderson.

## Série přednášek
Je také spojen s dlouhodobým londýnským měsíčním cyklem přednášek Skeptics in the Pub a přednáškami Anomalistic Psychology Research Unit profesora Chrise Frenche na Universitě Goldsmiths.